# Cilangari
Cilangari is een bestuurslaag in het regentschap Bandung Barat van de provincie West-Java, Indonesië. Cilangari telt 7982 inwoners (volkstelling 2010).